# Томас Вермален
Томас Вермален (хол. Thomas Vermaelen; Капелен, 14. новембар 1985) јесте садашњи белгијски фудбалски тренер и бивши фудбалер. Тренутно је помоћни тренер у репрезентацији Белгије.

## Каријера
Играчку каријеру је почео у белгијском Жерминал Екерену. У фудбалску академију холандског Ајакса је прешао 2000. Дебитовао је 15. фебруара 2004. у гостима против Волендама (2-0). То је једина утакмица на којој је добио прилику та игра те сезоне. Наредне сезоне је отишао на позајмицу у РКЦ Валвајк, међутим ни тамо није успео да се избори за место стартера. Забележио је само 13 наступа али је успео да постигне и три гола.
Након повратка са позајмице у Ајакс изборио се за место у стартној постави. Прво је играо у тандему са Џоном Хајтингом, а када је он напустио клуб са Јаном Вертонгеном. Након одласка Клас-Јан Хунтелара током сезоне 2008/09. Вермален је носио капитенску траку до краја те сезоне.
У Арсенал је прешао 19. јуна 2009. уз обештећење од 12 милиона евра. Дебитовао је у Премијер лиги 15. августа 2009. против Евертона. Постигао је гол у 37. минуту те утакмице чиме је постао 84. играч Арсенала који је успео да се упише у стрелце на свом дебију.

## Репрезентација
Вермален је наступао и за млађе категорије белгијске репрезентације. Са репрезентацијом до 19 година учествовао је на Европском првенству 2004. Играо је и на Европском првенству за играче до 21 године 2007. За сениорску репрезентацију Белгије је дебитовао марта 2006. против Луксембурга. За капитена националне селекције је постављен 8. октобра 2009. пред утакмице квалификација за Светско првенство 2010. против Турске и Естоније. Први гол у дресу репрезентације је постигао 14. новембра 2009. у пријатељској утакмици са репрезентацијом Мађарске (3-0).

## Трофеји

### Ајакс
- Првенство Холандије (1) : 2003/04.
- Куп Холандије (2) : 2005/06. и 2006/07.
- Суперкуп Холандије (2) : 2006. и 2007.

### Арсенал
- Куп Енглеске (1) : 2013/14.

### Барселона
- Првенство Шпаније (4) : 2014/15, 2015/16, 2017/18, 2018/19.
- Куп Шпаније (2) : 2015/16, 2017/18.
- Лига шампиона (1) : 2014/15.
- Светско клупско првенство (1) : 2015.

## Играчка статистика

### Репрезентација
Статистика до 24. марта 2021.
| Белгија | Белгија | Белгија |
| Год.    | Наступи | Голови  |
| ------- | ------- | ------- |
| 2006    | 6       | 0       |
| 2007    | 5       | 0       |
| 2008    | 5       | 0       |
| 2009    | 11      | 1       |
| 2010    | 4       | 0       |
| 2011    | 2       | 0       |
| 2012    | 7       | 0       |
| 2013    | 6       | 0       |
| 2014    | 3       | 0       |
| 2015    | 2       | 0       |
| 2016    | 8       | 0       |
| 2017    | 6       | 0       |
| 2018    | 6       | 0       |
| 2019    | 7       | 1       |
| 2020    | 0       | 0       |
| 2021    | 1       | 0       |
| Укупно  | 79      | 2       |